# Karl-Johan Johnsson
Karl-Johan Johnsson (født 28. januar 1990 i Ränneslöv, Sverige) er en svensk fodboldspiller, der spiller for Strasbourg i Ligue 1. Han har tillige spillet i bl.a. Randers FC og  F.C. København.

## Spillerkarriere

### Halmstads BK
I 2005, skiftede den 15-årige Johnsson til Halmstads BK.
Han fik sin debut for seniorholdet den 24. august 2008, da blev skiftet ind i halvlegen imod Djurgårdens IF. I november 2008 var han til prøvetræning i Manchester City dog uden at få sig spillet til nogen kontrakt.
I 2009 sæsonen blev han fast 2. målmand.

### NEC Nijmegen
Den 5. november 2012 blev det offentliggjort, at Johnsson den 1. januar 2013 ville skifte til Nijmegen.

### Randers FC
Karl-Johan Johnsson skrev i sommeren 2014 under på en tre-årig aftale med de himmelblå.

### F.C. København
Johnsson skiftede i 2019 til F.C. København, hvor han fik debut den 31. juli 2019 imod The New Saints i en kvalifikationskamp til UEFA Champions League. Johnsson blev i konkurrence med bl.a. Sten Grytebust fast mand på holdet, men mistede i 2021/22 sæsonen pladsen til Kamil Grabara. 
Da Johnssons kontrakt med FCK udløb ved udgangen af 2022/23-sæsonen blev den ikke forlænget.
Johnsson opnåede 78 kampe for FCK, herunder 56 superligakampe, 4 pokalkampe og 18 europæiske kampe.